# سیدلی پوما
سیدلی پوما (به انگلیسی: Siddeley Puma) یک هواگرد ساختِ کارخانهٔ سیدلی-دیزی در کشور بریتانیا است.